# Francisco Hurtado de Mendoza y Cárdenas
Francisco Hurtado de Mendoza y Cárdenas (? - Barcelona, 14 d'octubre de 1615). Segon marquès d'Almazán, comte de Monteagudo i guarda major del rei. Fou lloctinent de Catalunya i peça decisiva de la crisi entre el Principat i la monarquia. Hagué d'enfrontar-se al desgavell monetari i, sobretot, a l'augment constant del bandolerisme, que arribà a envair la mateixa administració del lloctinent, dividida en nyerros i cadells. Hurtado de Mendoza acusava de connivència amb el bandolerisme a les institucions catalanes quan el 24 d'octubre de 1614 informava el rei del seu fracàs contra el creixent poder i nombre dels bandolers: No se puede más, que la tierra los produce como hongos, ella los fomenta y defiende. La crisi del Principat era general. La bandositat i l'alienació política dels catalans havia arribat a tal extrem que es parlava de restablir l'ordre mitjançant "la conquista con la caballería e infantería de Castilla". El Consell de Cent i la Generalitat varen presentar una queixa conjunta al rei sobre el comportament d'Hurtado. El rei la recollí i va enviar a inspeccionar al virrei a José Pérez de Banaytos, qui va exonerar a Hurtado.
Quan Hurtado va morir el 14 d'octubre de 1615, les institucions varen argumentar "raons de protocol" per no assistir-hi a l'enterrament.